# Петропавлівка (Богодухівський район)
Петропа́влівка — село у Богодухівській міській громаді Богодухівського району Харківської області України.
Поштове відділення: Петропавлівське

## Географія
Село Петропавлівка знаходиться на лівому березі річки Сухий Мерчик, у самих її витоків, і займає східний схил долини річки. На самій річці та її притоках створено численні загати. Нижче за течією примикає село Яблучне. На протилежному березі розташовано селище Балабанівка, яке знаходиться на західному схилі річкової долини.
На відстані 3 кілометрів знаходяться залізничні станції Максимівка і Буклевське.

## Назва
Село названо по імені апостолів Петра і Павла. День села — 12 липня, день Петра і Павла.

## Історія
1790 рік — дата заснування.
Село постраждало внаслідок геноциду українського народу, проведеного урядом СССР в 1932—1933 роках, кількість встановлених жертв − 144 людини. 
12 червня 2020 року, відповідно до розпорядження Кабінету Міністрів України № 725-р «Про визначення адміністративних центрів та затвердження територій територіальних громад Харківської області», село увійшло до Богодухівської міської громади.
19 липня 2020 року, в результаті адміністративно-територіальної реформи та ліквідації Богодухівського району (1923—2020), село увійшло до складу новоутвореного Богодухівського району Харківської області.

## Економіка
У селі є молочно-товарна ферма. У Петропавлівці ведеться видобуток природного газу. На 2010 рік близько села знаходяться дві бурові. На 2014 рік навколо села знаходяться близько 5 бурових.

## Ставки
зверху вниз за течією
Денчик — озеро — площа 15 га, дві затоки, розташоване вище села. Гребля висотою 8 м. Озеро витягнуто вздовж русла річки, довжина більше кілометра. Назва походить від прізвища господаря. В оренді на 49 років з 2007 року. Зариблено білим амуром, щукою, коропом, карасем, товстолобиком; також в озері живуть видра та бобер. Рибна ловля платна (у 2010 році — 150 грн./Автомобіль/добу).
Боброве озеро — невелике і дрібне, бобрами зроблена загата.
Петропавловське озеро площею близько 1,5 га. 